# Christina Mansicka
Christina Mansicka, född 1964, är en svensk översättare. 
Mansicka översätter från engelska till svenska, och har översatt flera hundra böcker. Hon har bland annat översatt författare som Colleen Hover, Nora Roberts, Maggie Shayne, Kristan Higgins, Abigail Dean med flera. 

## Översättningar (urval)
- Shayne, Maggie (2011). Innan dagen gryr. NocturneBlack roseVingslag i nattenParanormal romance. Stockholm: Harlequin. Libris 12233143. ISBN 9789164068637
- Roberts, Nora (2016). I nattens hetta ([Ny utg.]). Stockholm: Harlequin. Libris 19772212. ISBN 9789150916966
- Hoover, Colleen (2019). Det slutar med oss. Stockholm: Lovereads. Libris t3kvg4shrrf40rz6. ISBN 9789188801395
- Dean, Abigail (2021). Flicka A. Stockholm: Forum. Libris 4hq1zx7g2gk7p6vq. ISBN 9789137156040
- Higgins, Kristan (2021). Tillbaka till Stoningham. [Stockholm]: Printz Publishing. Libris r4xmcqf4pq8cjzn0. ISBN 9789177713913